# Libanoclytus
Libanoclytus is een kevergeslacht uit de familie van de boktorren (Cerambycidae). De wetenschappelijke naam van het geslacht werd voor het eerst geldig gepubliceerd in 2010 door Sama, Rapuzzi & Kairouz.

## Soorten
Libanoclytus is monotypisch en omvat slechts de volgende soort:
- Libanoclytus tommasoi Sama, Rapuzzi & Kairouz, 2010